# 胡家街道
胡家街道，是中华人民共和国山東省德州市乐陵市下辖的一个乡镇级行政单位。驻地距城区3公里，交通便利，是乐陵的北大门。1940-1949年为河北省靖远县一区管辖，1949-1958年为乐陵县西段乡管辖，1958-1961年商乐并县属商河县西段公社管辖，1961年商乐分县恢复为乐陵县西段公社管辖。

## 行政区划
胡家街道下辖以下地区：
芦店新村、国强社区村、幸福社区村、枣园社区村、中心社区村、平安社区村、富城社区村、创业社区村、富民社区村、和谐社区村、富达社区村、于灶张社区村、史家坟社区村、史家社区村、三合社区村、共建社区村、后张社区村、孟家社区村、富康社区村、和平社区村、立大志社区村和新兴社区村。